# Caloptilia cruzorum
Caloptilia cruzorum là một loài bướm đêm thuộc họ Gracillariidae. Nó được tìm thấy ở quần đảo Galápagos.
Ấu trùng ăn các loài Galactia, có thể Galactia striata. Chúng ăn lá nơi chúng làm tổ.